# Costantino Nicola
Costantino Nicola (fl. XIX-XX secolo) è stato un calciatore italiano.

## Biografia
Era figlio di Celestino Nicola e Luigia Nota mentre il fratello Beniamino fu suo compagno di squadra sia alla Juventus che al Torinese.

### Carriera sportivo
L'esperienza calcistica di Nicola iniziò nel 1900, ove fu il portiere titolare nel primo incontro ufficiale giocato dalla Juventus, ovvero la sconfitta per 1-0 contro il Torinese l'11 marzo 1900. Nicola con il suo club ottenne il secondo posto del Gruppo Eliminatorio Piemontese. Sono accertate dai tabellini solo due presenze sulle quattro partite giocate dalla Juventus.
Nel 1902 è in forza al Torinese, con cui esordisce ufficialmente il 2 marzo 1902 nel pareggio per 1-1 contro la Juventus. Con il FC Torinese, dopo aver superato dopo uno spareggio il Girone Eliminatorio Piemontese, raggiunse la semifinale del torneo, da cui il suo club venne estromesso a causa della sconfitta nella gara unica contro il Genoa. Sono accertate dai tabellini solo due presenze sulle cinque partite giocate dal FC Torinese.
È incerta la sua presenza nella rosa del FC Torinese nella stagione seguente, da cui il suo club fu estromesso al primo turno dell'Eliminatoria Piemontese dalla Juventus, ma non vi è certezza a causa del tabellino incompleto.
Nel 1904 è eliminato con il suo club nell'Eliminatoria Piemontese dalla Juventus.
Era indicato sui tabellini come Nicola II per distinguerlo dal fratello, suo compagno di squadra.

## Statistiche

### Presenze e reti nei club
| Stagione           | Club               | Campionato         | Campionato | Campionato | Campionato |
| Stagione           | Club               | Comp               | Pres       | Reti       |            |
| ------------------ | ------------------ | ------------------ | ---------- | ---------- | ---------- |
| 1900               | Juventus           | CI                 | 4          | 0          |            |
| Totale Juventus    | Totale Juventus    | Totale Juventus    | 4          | 0          |            |
| 1902               | Torinese           | CI                 | 4          | 0          |            |
| 1902-1903          | Torinese           | CI                 | 1          | 0          |            |
| 1903-1904          | Torinese           | PC                 | 1          | 0          |            |
| Totale FC Torinese | Totale FC Torinese | Totale FC Torinese | 6          | 0          |            |
| Totale             | Totale             | Totale             | 10         | 0          |            |